# Damat Mehmed Ali Paša
Damat Mehmed Ali Paša (1813–1868) byl osmanský státník a diplomat. Od 3. října 1852 do 14. května 1853, během Krymské války, sloužil jako velkovezír. Spolu Fuad Pašou, Mehmed Emin Âli Pašou a Mustafa Reşid Pašou, byl jedním z nejdůležitějších reformátorů během tzv. Tanzimatu.
Mehmed Ali se narodil v Hemşin, ve městě podél pobřeží Černého moře, které se dnes nachází na území Turecka a byl jedním z etnických Hemşinů. Byl synem istanbulského vedoucího prodejny a pracoval v kanceláři jako překladatel pro Osmanskou říši. Ve věku 26 let se stal vyslancem ve Velké Británii. Oženil se s princeznou Adile Sultan, dcerou sultána Mahmuda II. a stal se tak Damatem (zetěm) sultána.